# Palamutçuk, Karacasu
Palamutçuk là một xã thuộc huyện Karacasu, tỉnh Aydın, Thổ Nhĩ Kỳ. Dân số thời điểm năm 2010 là 590 người.